# Free Stars: Children of Infinity
Free Stars: Children of Infinity — продолжение Free Stars: The Ur-Quan Masters (также известной как Star Control II).

## Разработка
Покинув Toys for Bob, Фред Форд и Пол Ричи III вместе с Кеном Фордом и Дэном Герштейном основали компанию Pistol Shrimp и приступили к разработке Free Stars: Children of Infinity. Поскольку права на торговую марку Star Control остались у Stardock, Ричи и Форд переименовали франшизу во Free Stars. Однако Ричи и Форд по-прежнему владеют правами на названия интеллектуальную собственность, присутствовавшую в Star Control и Star Control II. Так как игра продолжает историю Star Control II, как задумали создатели серии Ричи и Форд, фанаты прозвали игру «Настоящей Star Control 3».. 
Чтобы привлечь внимание к новому названию франшизы, 19 февраля 2024 года Pistol Shrimp бесплатно выпустила The Ur-Quan Masters как Free Stars: The Ur-Quan Masters в Steam.
Летом 2023 года Пол Ричи и Кен Форд покинули проект и с тех пор в разработке не участвовали. 4 апреля 2024 года на YouTube-канале GameSpot был выпущен трейлер игры.  Кампания по финансированию игры стартовала на Kickstarter 16 апреля 2024 года и закончилась 18 мая 2024 года, собрав более 650 000 долларов, произведя фурор. Выпуск игры запланирован на август 2025 года. Для разработки игры также был создан игровой движок под названием Simple, интегрированный под движок с открытым исходным кодом известный как Godot.